# Chiesa della Madonna di Loreto (Segonzano)
La chiesa della Madonna di Loreto è una chiesa sussidiaria a Gresta, frazione del comune sparso di Segonzano in Trentino. Il luogo di culto rientra nella zona pastorale di Mezzolombardo dell'arcidiocesi di Trento e risale al XVII secolo.

## Storia

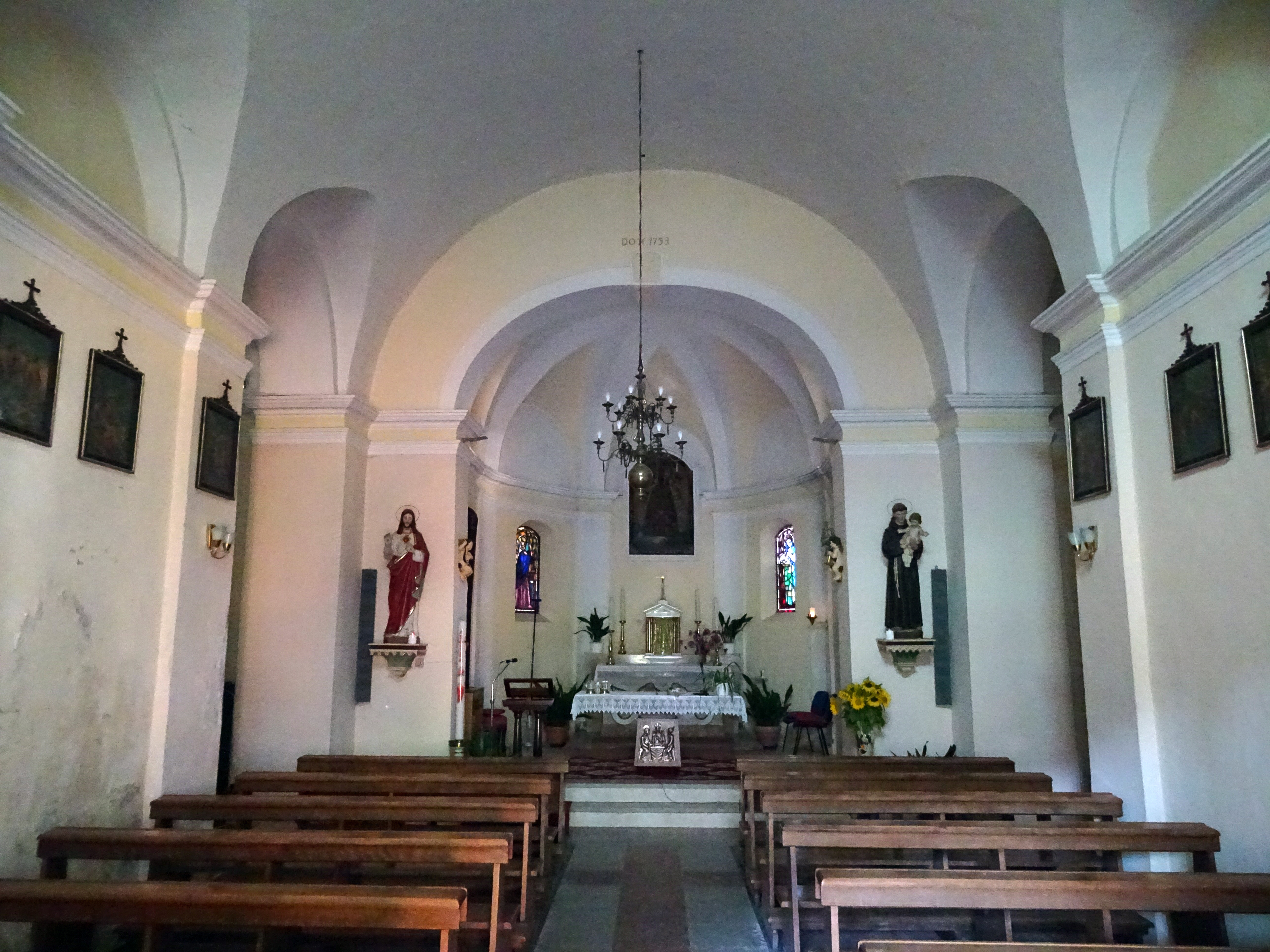
Interno.

La prima cappella costruita a Gresta intitolata alla Madonna di Loreto è del 1666, quando i fedeli locali si dovevano recare per le funzioni religiose a Stedro, dove esisteva anche il cimitero più vicino. Venne eretta primissaria ed ebbe un curato nel 1749 e poco dopo l'edificio venne ampliato con la costruzione di una navata in grado di accogliere chi voleva assistere alle funzioni.
La sagrestia venne costruita verso la fine del XVIII secolo e nel 1811 ebbe la concessione del fonte battesimale.
Attorno alla metà del XIX secolo fu elevata a dignità di cappellania e alla comunità venne concessa la possibilità di avere un proprio camposanto che fu benedetto nel 1751. Circa venti anni dopo venne eretta la torre campanaria e la sala venne arricchita di due cappelle laterali.
Nel XX secolo vennero decorati gli interni con dipinti che in seguito vennero perduti.
A partire dal 1959 iniziò un ciclo di interventi straordinari per proteggere la struttura dalle infiltrazioni di acqua, per rifare la copertura, per un nuovo accesso alla cantoria, per rifare il pavimento di tutto l'edificio e rimettere in ordine l'intonacatura.
In quegli anni venne sistemato anche un nuovo altare maggiore in marmo.
Attorno al 1966 è stato realizzato con forme provvisorie l'adeguamento liturgico con nuovi poli come la mensa verso il popolo posta al centro del presbiterio. L'altare maggiore storico è stato mantenuto per la custodia eucaristica nel suo tabernacolo.

## Descrizione

### Esterni
La chiesa si trova nell'abitato di Gresta e mostra orientamento verso nord-est. La facciata a capanna a due spioventi è compresa tra un edificio di abitazione civile e la sua torre campanaria, posta sulla destra e anteriormente il sagrato si appoggia su un terrazzamento. Il portale è architravato, protetto da una piccola tettoia e affiancato da due basse finestre sopra alle quali vi sono due nicchie vuote. In asse sopra il portale si trova la finestra a lunetta e in alto la piccolo finestrella a forma di croce. La cella campanaria si apre con quattro finestre a monofora e la torre si conclude con un tamburo a base ottagonale con una copertura a piramide svasata pure ottagonale.

### Interni
La navata interna è unica con tre campate ed ampliata da due cappelle laterali simmetriche. Il presbiterio è leggermente rialzato.